# ガシャポンHGシリーズ
ガシャポンHGシリーズ（ガシャポンエイチジーシリーズ）は、バンダイがカプセル自動販売機にて販売するカプセルトイ（ガシャポン）の商品群のシリーズ名である。なお、HGとはHIGH GRADE REAL FIGUREの略であり、ガンプラHGシリーズに由来する。「HGシリーズ」あるいは単に「HG」と略されることもある。現在は、このHGシリーズを更に発展させた「H.G.C.O.R.E（エイチジーコア）シリーズ」「HG（エイチジー）ヒーローズシリーズ」も展開している。

## 概要・歴史
シリーズ第1弾は、1994年9月22日に200円で販売が開始された「HGシリーズ ウルトラマン」である。この商品の登場によってSD化されたり、単色であったり、あるいはミニサイズだったりしていたのが当たり前だったそれまでのカプセルトイの常識を打ち壊し、また、造型をガレージキット製作者に依頼するなど200円とは思えない完成度で話題となったが、この時点では一部の愛好家以外は存在自体をあまり知らない（第1弾はオリジナルビデオ作品『ウルトラマンパワード』の巻末で告知していた）など大ヒットとまではいかなかった。
その後、映画『ゴジラvsスペースゴジラ』に合わせるかたちで「HGシリーズ ゴジラ」（12月20日発売）が、『ガメラ 大怪獣空中決戦』に合わせるかたちで「HGシリーズ ガメラ」（1995年4月10日発売）がそれぞれ発売、しばらくは主に特撮作品を中心に商品展開をしていた。
1995年下半期からはアニメ作品も放送中（当時）のものを中心に積極的に投入を開始、10月6日には「HGシリーズ ドラゴンボールZ」が、12月4日には「(HGシリーズ) MSセレクション 新機動戦記ガンダムW」が発売された。
この頃からそれまでの主なターゲットであった男児のみならず大人の男性、女性にも人気が出始め、翌1996年の「HGシリーズ 新世紀エヴァンゲリオン」、1997年の「HGシリーズ 仮面ライダー」1998年の「HGシリーズ がんばれ!!ロボコン」などを経て現在まで続く人気シリーズとなった。
特撮作品においては、これまでマイナー扱いされていた『がんばれ!!ロボコン』が意外な人気を誇り、全ロボットキャラ商品化を果たし、また『仮面ライダー』など、その人気がその後のリメイクの追い風となった。
1999年に発売が開始されたフルタ製菓の食玩「チョコエッグ」等のミニフィギュアブームとも相まってブレイクし多くのコレクターが誕生した。特に知名度の低かった初期の商品はプレミアがつきコレクターの間で定価の何倍もの値段で取引されるものもある。

## シリーズ一覧
以下、発売リリース順。特に数字のないタイトルは単発

### HGシリーズ
- ウルトラマン 1〜50、外伝 ピンチ＆チャンス、ウルトラファイト、ベストセレクション1、2、怪獣ベストセレクション、ウルトラ大怪獣バトルスペシャル1〜5、ウルトラマンメビウス光の国スペシャル、光の戦士スペシャル、大決戦!超ウルトラ8兄弟スペシャル、大決戦!超ウルトラ8兄弟〜HG復刻バージョン〜、ウルトラの星へ!! 平和への勝利編
- ゴジラ 1〜11、クロニクル1〜3、2014、シン・ゴジラ1～2、クライマックス、2017、怪獣総進撃編、VSモスラ編
- ガメラ 1〜3、クロニクル、2023
- ドラゴンボールZ [1期] 1〜2[1]、[2期] 1〜20I・20II〜23、侵略のフリーザ!ドラゴンボール争奪編、地球を賭けた超絶激闘編、恐怖の帝王!フリーザスペシャル編、SP魔人暴走編、SP人造人間スペシャル編、MOVIES&TV SPECIALS、Special、[4期]01、01SPECIAL、02、03
- 新世紀エヴァンゲリオン 壱〜四
- スーパーロボット大全集 1〜7、特別編
- 仮面ライダー 1〜37、ショッカー戦闘員スペシャル、仮面ライダー旧一号スペシャル、HGGALLERY平成ライダーセレクション 前編、後編、classic壱～参、シン・仮面ライダー、レジェンドライダーvol.1〜2
- サクラ大戦
- 機動戦艦ナデシコ〜熱血フィギュアでいこう!〜
- 東映ヒーロー列伝 1〜3
- がんばれ!!ロボコン 1〜5
- 秘密戦隊ゴレンジャー
- 星獣戦隊ギンガマン
- 人造人間キカイダー
- 東映ロボット列伝
- ヤッターマン
- ファイナルファンタジーVIII
- 燃えろ!!ロボコン
- 救急戦隊ゴーゴーファイブ
- レインボーマン
- キカイダー01
- キン肉マン
- 超時空要塞マクロス 1〜3
- ルパン三世 1〜7
- ジャッカー電撃隊
- デビルマン
- ジョジョの奇妙な冒険 1〜2
- るーみっくわーるど うる星やつら1〜3
- 未来戦隊タイムレンジャー
- チキチキマシン猛レース
- るーみっくわーるど 戦国お伽草子 犬夜叉 壱〜3
- 北斗の拳
- カプコンギャルズ
- 太陽の牙ダグラム
- るーみっくわーるど らんま1/2
- 百獣戦隊ガオレンジャー 1〜2
- 円谷英二セレクション
- 装甲騎兵ボトムズ1〜2
- ブルマァク魂 1〜3
- MSセレクション 20[2]〜40、SEEDベスト、Limited
- サイボーグ009 1〜2
- カプセルポピニカ 1〜5
- カプセル超合金 1〜5
- WXIII PATLABOR THE MOVIE 3
- めぞん一刻
- 忍風戦隊ハリケンジャー 1〜3
- ぴたテン
- Dr.スランプ アラレちゃん
- 聖戦士ダンバイン 1〜2
- シャア・アズナブルコレクション
- 鋼の錬金術師 1〜2
- 神魂合体ゴーダンナー
- カードキャプターさくら 1〜2
- キャプテンハーロック〜外伝〜
- 大友克洋コレクション スチームボーイ
- サンダーバードメカコレクション
- マーベルヒーローズ 1〜4
- HYBRID MOBILE SUITセレクション I〜IX、シャア専用MSスペシャル
- 銀河鉄道999
- スーパー戦隊ロボADVANCED WORLD
- 東映ヒーローギャラリー
- 創聖のアクエリオン
- バットマン DC UNIVERSE
- ドラゴンボールGT1〜2
- ウルトラマンvs仮面ライダー
- 動物戦隊ジュウオウジャー
- HGドラゴンボール[3] 01～10
- HG仮面ライダー 01、NEW01～03
- HGウルトラマン 01～03、恐怖の怪獣魔境、ウルトラマン先生
- HG/スパイダーマン (「スパイダーマン」東映TVシリーズ)
- HGガメラ 壱～弐
- 呪術廻戦01～03
- 松竹×東映怪獣まつり
- スペクトルマン
- 仮面ライダーBLACK SUN ×仮面ライダーBLACK
- 東宝怪獣
- 仮面ライダー555 vol.1〜2
- GODZILLA x KONG 新たなる帝国
- HGスーパー戦隊シリーズ vol.1

### HGシリーズイマジネイションフィギュア
- サンライズイマジネイションフィギュア 1〜4
- ウルトラマンイマジネイション 1〜4
- ドラゴンボールZイマジネイションフィギュア 1〜10、ベスト
- 鉄人28号イマジネイション
- 仮面ライダーイマジネイション 1〜3
- ONE PIECE ワンピースイマジネイションフィギュア
- タツノコイマジネイション
- ドラゴンボールGTイマジネイションフィギュア

### HGIFシリーズ
- カウボーイビバップ 天国の扉
- あずまんが大王 1〜2
- ガンダムヒロイン 1〜2
- 美少女戦士セーラームーンワールド 1〜5、実写版
- エイリアン9
- 聖闘士星矢 1、黄道十二宮編 1〜3、海皇ポセイドン編、黄金聖闘士スペシャル、天界編序奏、集いし黄金聖闘士
- .hack 1〜2
- 熱血電波倶楽部
- サクラ大戦 1〜五幕
- COBRA〜不死身の男と刺青の女編〜
- 新世紀エヴァンゲリオン〜貞元義行コレクション〜 1〜5、スペシャル
- カプコンギャルズコレクション 1〜2
- デッド オア アライブ エクストリーム ビーチバレーボール 1〜2
- ルパン三世 峰不二子コレクション 1、1.5
- 宇宙のステルヴィア
- テイルズオブシンフォニア
- スターチャイルドコレクション 1〜2
- キューティーハニー［実写版］コレクション
- スーパーロボットヒロインズ
- ルパン三世 ルバンヒロインズ
- 蒼穹のファフナー
- 舞-HiME
- デッド オア アライブ アルティメット 1、コスチューム
- Re:キューティーハニー
- トップをねらえ2!
- スクールランブル 1〜2
- ルパン三世 カリオストロの城
- ガンダムキャラクターズSEED DESTINY編 1〜5、スペシャル
- 宇宙戦艦ヤマト
- 夢戦士ウイングマン
- 交響詩篇エウレカセブン
- GAINAXヒロインズ 1〜3
- 舞-乙HiME 1〜2
- エア・ギア 1〜2
- ジョジョの奇妙な冒険
- 新世紀エヴァンゲリオン ビーチサイドコレクション 1、1.5
- 涼宮ハルヒの憂鬱 1、1.5、II、2.5、III〜7
- ヱヴァンゲリヲン 新劇場版公開記念貞本義行コレクションSP
- 機動戦士ガンダム00キャラクターズ 1〜2
- ルパン三世 OPVer.〜2
- 新世紀エヴァンゲリオンEVANGELION 〜貞本義行コレクション〜 01〜04
- サイボーグ009
- ゼノサーガ エピソードIII［ツァラトゥストラはかく語りき］
- To_LOVEる 1〜2
- らき☆すた 1〜2（にっ！）
- るーみっくワールド
- ルパン三世 カリオストロの城
- 機動戦士ガンダム00 B-Side
- マクロスF マクロスFキャラクターズ1〜2
- EVANGELION FILE NEO〜貞本義行コレクション 1〜2
- 鋼の錬金術師 FULLMETAL ALCHEMIST

### H.G.C.O.R.E.シリーズ
- 仮面ライダー 1〜8
- ウルトラマン 01〜06
- 機動戦士ガンダム 1〜5

### HGヒーローズシリーズ
- 仮面ライダー 1〜3、HGSP
- ウルトラマン 1〜4、ヒーローズライブ
- スーパー戦隊 1～2

### プレミアムガシャポン
- アルティメットルミナス✕HGシリーズ ドラゴンボール ※1500円
- HG GIRLS 仮面ライダーセイバー 須藤芽依 [4]※2000円

### その他ガシャポンHGシリーズ
- HGワールド ガンバの冒険 1〜2
- HGPlusアクションポーズ ドラゴンボールZ
- HG D+ ゴジラ 01～07
- ウルトラマンギンガS ビッグサイズなりきりウェポン[5]
- ガシャポン!コレクション×HG GIRLS ヒューマギア：イズ[4]
- ガシャポン!コレクション×HG GIRLS ヒューマギア：アズ[4]
- ガシャポンHGX 円谷プロ 壱、参～樋口真嗣～、弐～三条陸～
- ガシャポンHGX ゴジラ
- HGソリッド 円谷プロ 壱、ニュージェネレーションウルトラマン

### その他ガシャポン以外のHGシリーズ
- パック売り
  - ガシャポンEX ウルトラマン 1〜2
  - ガシャポンEX 重戦機エルガイム1
- 箱売り
  - ゴジラ
  - ゴジラ ソフビセレクション
  - ウルトラマン 特撮メカコレクション ウルトラマシンクロニクル
  - ウルトラマン ソフビ道 其ノ一〜二
  - 円谷ヒーロー大全集
  - メタルメカコレクション
  - メタルファイター列伝
  - スーパー戦隊ロボット列伝
  - (機動戦士ガンダム)MAセレクション1〜2、1 クリアカラー
  - (機動戦士ガンダム)メカセレクション1〜8、DX1〜4
  - タイムボカン メカコレクション1〜2
  - ヴァリュアブル・フィギュア・コレクション03[6] セイラ・マス
  - ヴァリュアブル・フィギュア・コレクション04 ララァ・スン
  - ヴァリュアブル・フィギュア・コレクション05 南原ちずる
  - ヴァリュアブル・フィギュア・コレクション06 岡めぐみ
  - プラモ狂四郎魂（スピリット）!
  - MS開発記録〜ガンダムTR-1［ヘイズル］1〜2
  - ガシャポンEX ドラゴンボール 超サイヤ人伝説
  - HGシリーズEX ドラゴンボール改[HGEX01]
  - ガシャポンEX 聖戦士ダンバイン1〜4、ver.1.1、クリスタルバトラー
  - ガシャポンEX 重戦機エルガイム2
  - 無敵超人ザンボット3
  - ガシャポンEX スーパーロボットクロニクル サンライズ列伝1〜3
  - スーパーロボット大全集
  - チェンジ!!真ゲッターロボ 世界最後の日、ブラックバージョン
  - ガシャポンEX 永井豪ワールド1〜2、パールカラー
  - ガシャポンEX 超鋼戦紀キカイオー
  - ガシャポンEX バビル2世
  - ガシャポンEX イチロー、マリナーズバージョン1〜2
  - HGPLUS EX アクションポーズ ドラゴンボールZ
  - H.G.C.O.R.E-EX 機動戦士ガンダム
  - 仮面ライダー電王 イマジンSpecial H.G.C.O.R.E-SP
- プレミアムバンダイ「ガシャデパ」受注専売(受注された順の羅列)
  - HGシリーズ ウルトラマン・ウルトラセブン怪獣コンプリート計画 完結セット
  - HGシリーズ 仮面ライダーBLACK&BLACK RX 最終決戦セット
  - HGシリーズ HGヒーローズ スーパー戦隊EX ―史上最強のブレイブ―
  - HG HUNTER×HUNTER ゴン
  - HG HUNTER×HUNTER ビスケ
  - HG ウルトラシレイ
  - HG 原色ウルトラ怪獣大百科 大ピンチ&大チャンスver
  - HG ドラゴンボールZ ヤムチャ
  - HGシリーズ ドラゴンボールZ GOD EDITION
  - HG ポケットモンスター タケシ
  - HG 原色ウルトラ怪獣大百科その2
  - HG 幽遊白書 戸愚呂(弟)
  - HG 原色ウルトラ怪獣大百科その3 鬼スペシャル
  - HG ポケットモンスター カスミ
  - HG 原色ウルトラ怪獣大百科その4 怪獣美少女コンテスト
  - HG 宇宙兄弟 南波六太／南波日々人
  - HG 原色ウルトラ怪獣大百科その5　最終回スペシャル
  - HG HUNTER×HUNTER ヒソカ
  - HG ドラゴンボールZ ベジータ
  - HGシリーズ デジモンアドベンチャー tri. HGパートナーデジモンコレクション
  - HG HUNTER×HUNTER クラピカ
  - HGシリーズ 機動戦士ガンダム 鉄血のオルフェンズ 鉄華団
  - HGシリーズEX BORUTO-ボルト- -NARUTO NEXT GENERATIONS-
  - HG 原色ウルトラ怪獣大百科その6 恋愛は怪獣の味
  - HG ドラゴンボールZ 孫悟空／HG 超サイヤ人孫悟空
  - HGシリーズ ドラゴンボール超“未来”トランクス編 ＡSET/ＢSET
  - HGシリーズ ドラゴンボール超　～宇宙サバイバル編～
  - HGシリーズ ドラゴンボール超　第7宇宙戦士編
  - HG GIRLS ドラゴンボール超 ブルマ/人造人間18号
  - HGシリーズ ドラゴンボール超 ～力の大会クライマックス編～
  - HG GIRLS コードギアス 反逆のルルーシュ  C.C.
  - HG GIRLS ドラゴンボール超　ビーデル/マイ
  - HGシリーズ ドラゴンボール超　シルバーエディション
  - HG GIRLS ゲゲゲの鬼太郎(6期) ねこ娘
  - HGシリーズ ドラゴンボール超 ～第6宇宙のライバル達～
  - HG GIRLS ゲゲゲの鬼太郎(6期) 犬山まな
  - HG GIRLS ドラゴンボールGT パン
  - HGシリーズ 映画ドラゴンボール超　エネミーセット
  - HG Girls ふたりはプリキュアメモリアルフィギュア
  - HGシリーズ 映画ドラゴンボール超　悟空！ベジータ！フュージョンセット
  - HG GIRLS ゲゲゲの鬼太郎(6期) ねこ娘（ウェディングドレスVer.)
  - HG GIRLS 勇者王ガオガイガー 卯都木命
  - HGシリーズ ULTRAMAN 【SET01】
  - HG GIRLS ARIA 水無灯里
  - HG GIRLS ARIA 藍華・S・グランチェスタ
  - HG GIRLS ARIA アリス・キャロル
  - HGシリーズ ドラゴンボールZ ギニュー特戦隊セット
  - HGシリーズ ULTRAMAN 【SET02】
  - HG D+ EX01 ゴジラ モスラ＆ラドン＆モスラ幼虫セット
  - HGシリーズ 映画ドラゴンボール超　戦いの結末編
  - HG GIRLS おジャ魔女どれみ【単品ver./セットver.】
  - HGシリーズ ドラゴンボールGT　究極のドラゴンボール編
  - HG GIRLS アイカツ!フォト on ステージ！！「青い苺」
  - HGシリーズ ドラゴンボール 集結！バーダック軍団
  - HGシリーズ 忍者戦隊カクレンジャー
  - HGシリーズ ドラゴンボールGT 大猿覚醒編
  - HGシリーズ ドラゴンボールZ フリーザ軍襲来編
  - HGあひるの空 車谷空
  - HGあひるの空 夏目健二
  - HG ドラゴンボール もう一人の超サイヤ人編
  - HGD+EX ゴジラ ビオランテ（植獣形態）
  - HG ドラゴンボール セル完全セット
  - HGIF美少女戦士セーラームーン　プレミアムコレクション
  - HGシリーズ　五星戦隊ダイレンジャー
  - HGストラクチャー
  - HG GIRLS アイカツ！ トライスター
  - HGドラゴンボールZ 魔人ブウ完全セット
  - HGドラゴンボール ピッコロ大魔王一味完全セット
  - HGドラゴンボールZ フリーザ完全セット
  - ガシャポンHGX円谷プロ ロゴプレート壱
  - ガシャポンHGX円谷プロ ロゴプレート弐
  - HG 幽☆遊☆白書 フィギュアコレクション
  - HGドラゴンボールZ ブロリー完全セット
  - HGドラゴンボールZ 人造人間完全セット
  - HGドラゴンボール ピラフ一味完全セット
- プレミアムバンダイ「ガシャポンオンライン」受注売(受注された順の羅列)
  - ガシャポン！コレクション×HG GIRLS 仮面ライダーゼロワン ヒューマギア：イズ
  - ガシャポン！コレクション×HG GIRLS 仮面ライダーゼロワン ヒューマギア：アズ
  - HG GIRLS ヒーリングっど♥プリキュア キュアグレース
  - HG GIRLS 仮面ライダーセイバー 須藤芽依
  - HG GIRLS ARIA 水無灯里/藍華・S・グランチェスタ/アリス・キャロル
  - ガシャポン！コレクション×HG GIRLS 仮面ライダーリバイス アギレラ
- namco parks「ガシャポンオンライン」受注売(受注された順の羅列)
  - HG GIRLS 仮面ライダーエグゼイド ポッピーピポパポ
  - HG風都探偵 左翔太郎
  - HG風都探偵 フィリップ
  - HG 仮面ライダーBLACK SUN×仮面ライダーBLACK
  - ガシャポン！コレクション×HG GIRLS 仮面ライダードライブ 詩島霧子
  - HG GIRLS シン仮面ライダー 緑川ルリ子
  - HGシリーズ 東宝怪獣
  - HGシリーズ 仮面ライダー555 vol.1～2
  - HGガメラ2023
  - HG GIRLS 仮面ライダーガッチャード 九堂りんね
  - HG GODZILLA x KONG 新たなる帝国
  - HGゴジラ 怪獣総進撃編
  - HGゴジラ ゴジラVSモスラ編
  - HGウルトラマン 許されざるいのち編
  - HG GIRLS 仮面ライダーギーツ ツムリ
  - HGゴジラ モスラ対ゴジラ編
  - HGウルトラマン 復讐鬼ヤプール編

## 関連書籍（バンダイ公認のみ）
- 勁文社
  1. ガシャポンHGシリーズ 完全活用テクニックブック
  2. ガシャポンHGシリーズ コンプリートブック 2000
- 講談社
  1. ガシャポンHGクロニクル
- 徳間書店
  1. ガシャポンHG 完全チェックリスト
  2. GASHAPON HGseries official complete book 1994-2003
  3. ガシャポンHGシリーズ フルコンプ2004